# 柏德烈·巴迪斯頓
柏德烈·巴迪斯頓 (法語：Patrick Battiston，1957年3月12日—），是一名前法國職業足球員，在場上司職中堅。他為法國國家隊參加1978年、1982年和1986年的世界盃決賽週，並為法國國家隊羸得1984年歐洲國家盃。在球會生涯，巴迪斯頓曾效力梅斯、聖伊天、 波爾多及摩納哥，為所屬球會贏得五次法甲冠軍及兩次法國盃。

## 球會生涯
巴迪斯頓出生於法國摩澤爾省阿姆內維爾，他的職業生涯始於低組別聯賽球會塔蘭熱（1966-1973），之後他被梅斯足球會發現並簽下（1973年-1980年）。在該球會效力七個球季後，他轉會至聖伊天效力三年（1980年-1983年），在那裡他們贏得1981年的法甲聯賽冠軍，然後轉會到波爾多（1983年-1987年），在那裡他們贏得1984、1985和1987年的冠軍聯賽冠軍和兩次法國盃。 巴蒂斯頓隨後轉會到摩納哥（1987年-1989年），在那裡他們贏得1988年的聯賽冠軍，然後他返回波爾多效力（1989年-1991年）。
巴迪斯頓的職業生涯共效力18個賽季。在他退役25年後，他仍然在法甲出場次數最多的球員中排名前十，在非守門員中排名第三。

## 國際賽生涯
巴迪斯頓代表國家隊上陣56次，射入3球。他代表法國參加 1978年、1982年和1986年的世界盃，並幫助法國隊贏得1984年歐洲國家盃的勝利。

### 1982年世界杯事件
巴迪斯頓因1982年在西維爾舉行的世界盃準決賽而被人們銘記，當時法國對陣西德。下半場他入替出場，上場十分鐘後，在柏天尼的直線球後，巴迪斯頓清脆地入楔防守沖向球門，當巴迪斯頓射門時，西德門將哈拉爾德·舒麥加向他衝去，但射門偏出。舒麥加騰空而起，身體一扭，與巴蒂斯頓相撞。在這個過程中，舒麥加的臀部撞到巴迪斯頓的臉。巴迪斯頓摔倒在地，失去知覺，椎骨受損，牙齒被撞掉，後來陷入昏迷。緊急醫療人員必須在球場上為他輸送氧氣。米高·柏天尼後來說，他當時認為巴迪斯頓已經死了，因為“他沒有脈搏，臉色蒼白”。 
荷蘭裁判查爾斯·科弗認為沒有犯規，並沒有向舒麥加出示紅牌。舒麥加赫隨後開球門球，比賽重新開始。贏得比賽後，當舒麥加被告知巴迪斯頓掉了兩顆牙齒時，該門將回答說：“如果這就是我的錯，我會補償他皇冠。”，此引起了更多爭議。
舒麥加後來親自向巴迪斯頓道歉，巴迪斯頓接受道歉。在幾年後出版的自傳‘安普菲夫’（Anpfiff）中，舒麥加說他沒有去檢查巴迪斯頓的情況的原因是因為一些法國球員站在巴迪斯頓的周圍，並朝著他的方向做出威脅的手勢。

## 個人和晚年生活
巴迪斯頓的祖父是來自威尼托大區的意大利人。他的叔叔雷蒙·巴迪斯頓（生於 1924 年）在1945年至1953年間為梅斯足球會效力。他有兩個兒子。
退休後，巴迪斯頓加入波爾多成為工作人員。他曾擔任過各種職務，包括體育總監、青年隊和預備隊教練以及青年學院院長。在他的領導下，學院培養出馬魯萬·查馬克、安東尼奧·馬烏巴及馬克·柏蘭奴斯等球員。

## 榮譽

### 球會
聖伊天
- 法甲：1980–81（英语：1980–81 French Division 1）冠軍

波爾多
- 法甲：1983–84（英语：1983–84 French Division 1）、1984–85（英语：1984–85 French Division 1）, 1986–87（英语：1986–87 French Division 1）冠軍
- 法國盃：1985–86（英语：1985–86 Coupe de France）

摩納哥
- 法甲：1987–88（英语：1987–88 French Division 1）冠軍

### 國際賽
- 歐洲國家盃：1984冠軍
- 世界盃：1986季軍；1982殿軍

## 外部連結
- 柏德烈·巴迪斯頓 （页面存档备份，存于）於法國足球總會網頁
- 柏德烈·巴迪斯頓於法國足球總會網頁 (2018-10-24存檔)
- 柏德烈·巴迪斯頓於National-Football-Teams.com
- 柏德烈·巴迪斯頓於國際足協紀錄（存檔）